# 橘裕也
橘 裕也（たちばな ゆうや、1989年3月1日 - ）は、日本の元男子バレーボール選手、指導者である。

## 来歴
愛媛県松山市出身。9歳の頃、友人の紹介がきっかけでバレーボールを始める。
松山工業高等学校、中央学院大学を経て、大分三好ヴァイセアドラーに入団。
2013年、FC東京に移籍。
2020-21シーズン、2021年1月17日の古巣・大分三好戦でVリーグ通算230試合出場を達成し、Vリーグ栄誉賞を受賞した。当シーズン終了をもって、現役引退し、コーチに就任した。
チーム全体移籍となり2022-23シーズンより東京グレートベアーズのコーチを務める。

## 受賞歴
- 2021年 - 2020-21 V.LEAGUE DIVISION1 Vリーグ栄誉賞（Vリーグ通算10シーズン以上、230試合以上出場）

## 所属チーム
- 松山工業高等学校（2004-2007年）
- 中央学院大学（2007-2011年）
- 大分三好ヴァイセアドラー（2011-2013年）
- FC東京（2013-2021年）